# La Farinera, Ateneu del Clot
|  | Aquest article tracta sobre l'associació. Vegeu-ne altres significats a «La Farinera del Clot». |

La Farinera, Ateneu del Clot o Ateneu del Clot és una entitat sense ànim de lucre fundada l'any 1978, situat al barri del Clot, al districte de Sant Martí de Barcelona. El nom de La Farinera prové de la reivindicació dels veïns del barri del Clot, iniciada l'any 1977, quan demanaven que es considerés la possibilitat de convertir la Farinera Sant Jaume, una antiga fàbrica de moldre modernista situada al carrer del Clot núm. 2, en equipament municipal. Des del 2007, la seu de l'Ateneu es troba al carrer de la Muntanya, 16 bis.
La prioritat de l'entitat ha estat sempre oferir opcions als veïns pel desenvolupament integral de la personalitat a partir d'activitats de lleure, incidir en l'educació del temps lliure i orientar al soci cap a un vessant formatiu, lúdic, educatiu i de creixement personal. Les activitats que s'organitzen a l'Ateneu van dirigides a tota mena de públics, ja siguin nens o persones adultes i n'hi ha de tota classe. Tanmateix, l'Ateneu del Clot és un espai que ofereix al ciutadà l'oportunitat de realitzar les seves activitats pròpies, donant suport a les necessitats i inquietuds col·lectives. Per això ofereix els seus espais a aquelles persones, entitats, associacions, grups i empreses que vulguin realitzar qualsevol activitat en el centre. Actualment l'Ateneu ofereix gran diversitat i oferta d'activitats i cursets. A més dels tallers i de ser un lloc de trobada, s'ofereixen altres serveis com a centre d'exposició d'art o de representacions i manifestacions artístiques, obert a tothom.

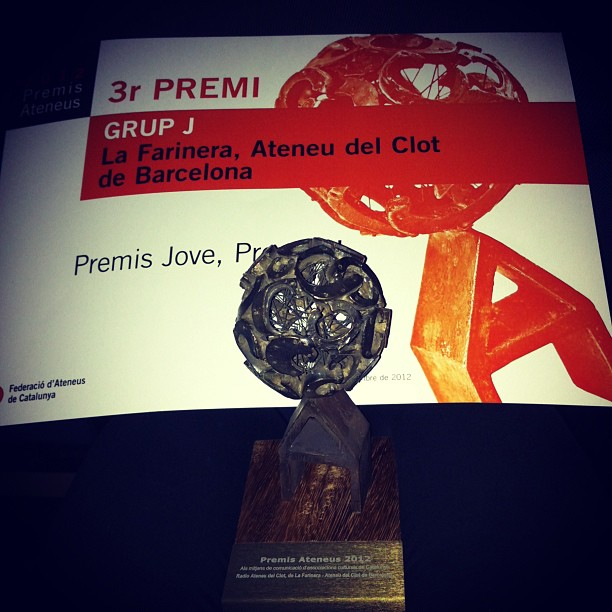
Premis Federació Ateneus 2012

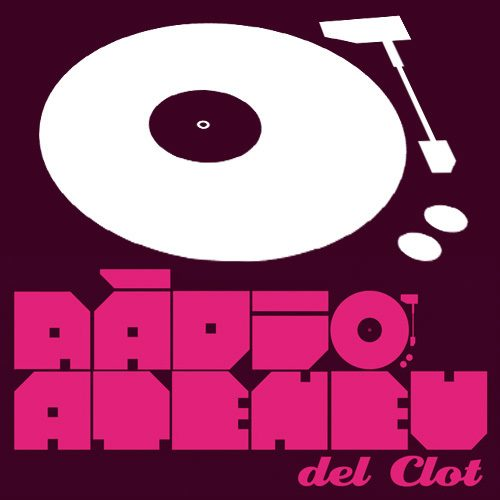
Logo de Ràdio Ateneu del Clot

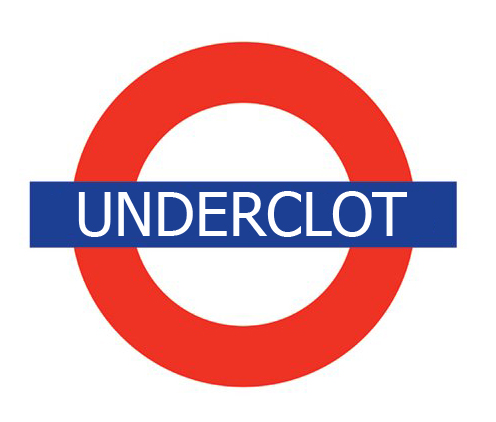
Logo d'UNDERCLOT

## Grups que formen part de l'Ateneu (juny 2013)
- Grup J: El grup Jota es va crear amb la intenció d'organitzar i gestionar activitats principalment lúdiques com tornejos de poker, de trivial, de Magic, sessions de jocs de taula, etc. Projecte guanyador del premi Jove, Proposa de la Federació Catalana d'Ateneus.[8][9][10]

## Ràdio Ateneu del Clot
Ràdio Ateneu del Clot és una ràdio amateur vinculada a l'Ateneu del Clot. Creada l'any 2010, per un grup de persones a l'Ateneu, pretén ser un punt de trobada, idees, opinions, iniciatives, associacions, etc que succeeixin al districte de Sant Martí. Ràdio Ateneu del Clot va rebre la Medalla d'Iniciativa Juvenil als Premis Sant Martí 2012, el Premi Barcelona Ciutat Jove de Foment de la Participació 2012 i El premi de Mitjans de Comunicació de la Federació d'Ateneus de Catalunya.

## Underclot
El projecte UNDERCLOT pretén cercar i captar grups de joves amateurs que vulguin i intentin iniciar la seva carrera artística (teatre, música, màgia, monòlegs, humor, etc.) que tenen interès a actuar en un espai familiar, apropiat, tècnicament adequat i alhora econòmicament assequible. La intenció és que l'Ateneu del Clot serveixi com a catapulta artística per aquests nous grups que van sorgint i que no disposen de la possibilitat de mostrar el que saben fer. El projecte Underclot va rebre el 2013 el tercer Premi de Creativitat Artística de la Federació d'Ateneus de Catalunya